# Breguet Br.270
«Бреге» Бр.270 (фр. Breguet Br.270) — французский двухместный многоцелевой полутораплан, созданный в конце 1920-х годов авиастроительной компанией Breguet Aviation. Модель использовалась как бомбардировщик и самолёт-разведчик.

## История создания
Самолёт разработан в 1928 году в ответ на спецификацию Министерства авиации Франции на фронтовой разведчик. Первый прототип Breguet Br.27.01, оснащённый рядным двигателем HS 12Hb (500 л.с.) с двухлопастным деревянным винтом, поднялся в воздух 23 февраля 1929 года. Серийное производство было начато в 1931 году и продолжалось до 1934 года. Всего было выпущено 155 единиц. Breguet Br.27 состоял на вооружении во Франции, Венесуэле и Китайской Республике. 

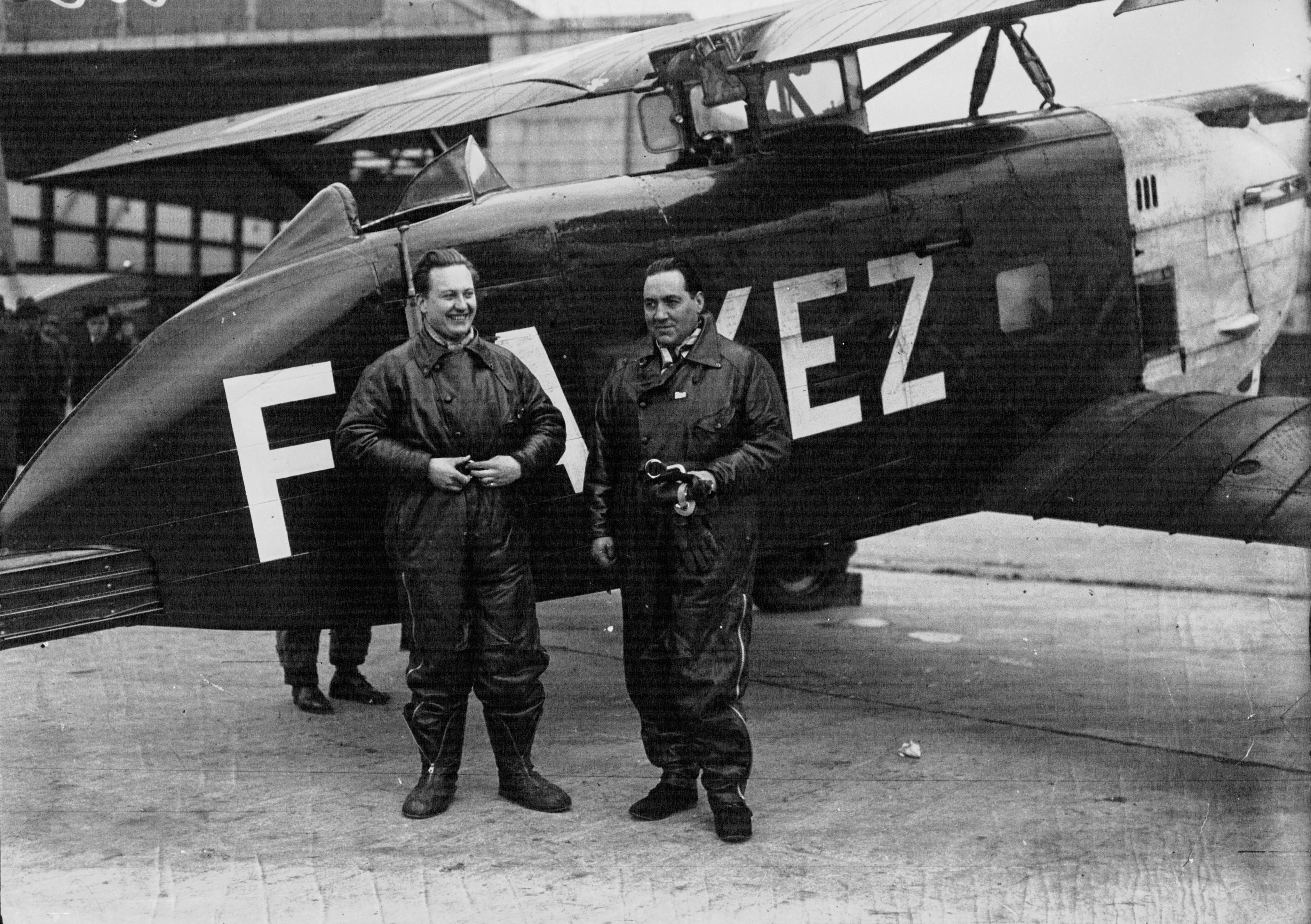
Французские лётчики Поль Кодос (справа) и Анри Робида у самолёта Breguet Br.270. 1932 год

Перед началом немецкого наступления в частях первой линии ВВС Франции насчитывалось 24 самолёта Breguet Br.270A2/271А2 (не считая резервных соединений). Из этих самолётов в рабочем состоянии находились немногим более десяти машин. Поскольку к 1940 году во французских ВВС ощущалась нехватка относительно новых разведчиков Potez 63.11, в боевых действиях против немцев были задействованы и устаревшие бипланы Breguet Br.27. После капитуляции Франции в руки нацистов попали 49 самолётов Breguet Br.270/271, примерно половина которых ещё могла оторваться от земли. В конечном итоге захваченные немцами разведчики были переданы авиации вишистского режима. Последние из них были списаны в феврале 1941 года.
Китайские Breguet в середине 30-х годов приняли участие в гражданской войне.

## Конструкция
Конструктивно Breguet Br.270 представлял собой цельнометаллический одномоторный полутораплан с неубирающимся шасси (колёса в обтекателях). Особенностями конструкции являлись очень короткое нижнее крыло, отсутствие расчалок в бипланной коробке и установка хвостового оперения на длинной и узкой балке.

## Модификации
- Br.270А2 — с мотором HS12Hb, самая массовая модификация (85 экз.)
- Br.271А2 — с мотором HS 12Nb
- Br.273 — с мотором HS 12Ybrs (для Венесуэлы) или с мотором HS 12Ydrs (для Китая), лобовым водорадиатором, вооружение 1x7,5+1x7,69, бомбовая нагрузка до 400 кг
- Br.274 — лёгкий бомбардировщик с мотором Gnome-Rhone 14 Krsd

## Тактико-технические характеристики
Источник данных: «Уголок неба»

Технические характеристики
- Экипаж: 2 человека
- Длина: 9,76 м
- Размах крыла: 17,01 м
- Высота: 3,55 м
- Площадь крыла: 49,67 м²
- Масса пустого: 1 755 кг
- Максимальная взлётная масса: 2 550 кг
- Силовая установка: 1 ×  Hispano-Suiza 12Hb
- Мощность двигателей: 1 × 500

Лётные характеристики
- Максимальная скорость: 238 км/ч
- Крейсерская скорость: 198 км/ч
- Практическая дальность: 1000 км
- Практический потолок: 7 900 м

Вооружение
- Стрелково-пушечное: два 7,69-мм или один 7,5-мм и один 7,69-мм (у Breguet.273) пулеметов
- Боевая нагрузка: бомбы, до 120 кг (у Breguet.273 — до 400 кг)